# Самборовічкі
Самборовічкі (пол. Samborowiczki) — село в Польщі, у гміні Пшеворно Стшелінського повіту Нижньосілезького воєводства.
Населення — 152 особи (2011).
У 1975—1998 роках село належало до Валбжиського воєводства.

## Демографія
Демографічна структура станом на 31 березня 2011 року:
|          | Загалом | Допрацездатний вік | Працездатний вік | Постпрацездатний вік |
| -------- | ------- | ------------------ | ---------------- | -------------------- |
| Чоловіки | 74      | 8                  | 58               | 8                    |
| Жінки    | 78      | 15                 | 46               | 17                   |
| Разом    | 152     | 23                 | 104              | 25                   |